# درويشي (جفال)
درويشي (بالفارسية: درویشی) هي منطقة سكنية تقع في إيران في قسم جفال الريفي. يقدر عدد سكانها بـ 1,613 نسمة .